# Grégoire de Tours
Pour les articles homonymes, voir Saint Grégoire.
Grégoire de Tours (nom de naissance en latin : Georgius Florentius Gregorius), né le 30 novembre 538 ou 539, dans la ville de Riom et mort le 17 novembre 594 à Tours, est un évêque de Tours et historien du début du Haut Moyen Âge.
Il écrit plus particulièrement sur l'Église et le royaume des Francs. Il est notamment connu pour son Histoire des Francs (titre originel : Dix livres d'Histoire).

## Biographie

### Un aristocrate gallo-romain
Il est issu, par son père Florent (Florentius), d'une famille aristocratique arverne :
- son père et son arrière-grand-père maternel Grégoire Georgius (ou Georgins), ancien évêque de Langres[2], avaient été sénateurs, et son oncle paternel était Gallus ou saint Gal Ier, évêque de Clermont[2].
- par sa mère Armentaria, il est apparenté aux évêques de Lyon Sacerdos et saint Nizier d'une part, et aux évêques de Langres, Tetricus, et arrière-petit-fils de Grégoire de Langres d'autre part. C'est d'ailleurs de Grégoire de Langres qu'il tient son troisième nom, celui par lequel il est connu.

Le prestige provient donc de deux faits : d’une part l’appartenance à l’aristocratie auvergnate en raison des sénateurs que compte sa famille (quatre, côtés paternel et maternel confondus), d’autre part l'engagement dans l’Église. En effet, c’est une des premières familles à s’être convertie au christianisme et Grégoire peut compter un martyr et six évêques dans sa famille. Deux d’entre eux jouèrent même un grand rôle dans son éducation et son accession au siège épiscopal.
Cette famille prestigieuse illustre évidemment l'intégration d'une ancienne aristocratie sénatoriale gauloise romanisée, dans le nouvel ordre social et politique barbare. Grégoire est donc d'origine gallo-romaine et non barbare.
Ainsi, sa famille étant noble selon les définitions de l’époque, Grégoire hérite naturellement de capacités à commander. Cela devait lui donner une légitimité certaine dans son futur épiscopat et face aux affaires politiques qu’il aurait à traiter.

### Jeunesse et formation
Son père meurt jeune. Élevé par sa mère près de Cavaillon, puis successivement par son oncle Gal († 551) et par l'archidiacre Avit à Clermont, Grégoire achève son éducation auprès de son oncle Nizier, à Lyon où il est envoyé en 563. Durant sa jeunesse, il est sujet à divers maux[réf. nécessaire] : un pèlerinage sur le tombeau de saint Martin à Tours (en 562 ou 563) l'aurait, d'après la légende, guéri de l'un d'entre eux.
Peu après, il est ordonné diacre et réside à la basilique Saint-Julien, à Brioude. Il y vit jusqu'à son élection comme évêque de Tours, en 573, probablement à l'instigation de la reine Brunehaut et du roi d'Austrasie, Sigebert Ier. Il reçoit la consécration épiscopale des mains de l'évêque de Reims Egidius.

### Évêque de Tours
Succédant à son cousin maternel Euphrone dans cette dignité, Grégoire prend alors en charge l'un des plus importants sièges épiscopaux de Gaule. Durant son épiscopat, il est gêné par les querelles des souverains francs, qu'il n'hésite pas à fustiger[réf. nécessaire]. Il tient notamment tête au roi Chilpéric Ier, puis à la reine Frédégonde qu'il accuse d'être responsable du meurtre de l'évêque Prétextat. Celui-ci avait marié Mérovée, fils et opposant de Chilpéric, à sa tante Brunehaut, veuve de Sigebert, remettant ainsi la famille de ce dernier en mesure de régner. Pour cela, Prétextat fut traduit en justice devant ses pairs, accusé de complot par Chilpéric. Selon Grégoire, il fut le seul à ne pas être intimidé par les manœuvres de Chilpéric et s’engagea en faveur de Prétextat. Il s’attira alors une forte inimitié du roi et de sa femme Frédégonde, lesquels, pour le faire changer d’avis, tentèrent sans succès de l’intimider et de le soudoyer. Finalement, Prétextat se trahit par ses propos et fut exilé.
Il meurt à Tours, peut-être le 17 novembre 594. Selon Bruno Dumézil, les arguments en faveur de cette date sont fragiles et le décès de Grégoire peut être reculé ou avancé d'un an. Il est vénéré dans cette ville et dans celle de Clermont.
Parmi les auteurs antiques que cite Grégoire se trouvent Virgile, Salluste et Pline le Jeune ; certains des ouvrages qu'il évoque sont aujourd'hui perdus. La théologie dont il fait preuve reste simple ; il argumente contre les juifs. Il réfute également l'unitarisme.
Une Vie de saint Grégoire a été rédigée au Xe siècle par l'abbé Odon de Cluny.

## L'écrivain
Quelles furent les motivations de Grégoire de Tours en tant qu'écrivain ? D’après son prologue à l'Histoire des Francs :
« Aussi beaucoup d'hommes gémissaient disant : « Malheur à nos jours ! L’étude des lettres périt parmi nous, et on ne trouve personne qui puisse raconter dans ses écrits les faits d'à présent. » Voyant cela, j'ai jugé à propos de conserver, bien qu'en un langage inculte, la mémoire des choses passées, afin qu'elles arrivent à la connaissance des hommes à venir. Je n'ai pu taire ni les querelles des méchants ni la vie des gens de bien. »
Selon cette citation, c'est un devoir de mémoire qui l'aurait poussé à écrire. La suite de cette phrase qui se situe dans le prologue, révèle pourtant un autre aspect. Grégoire livre une confession de foi détaillée, à travers laquelle perce la vocation religieuse de l'œuvre. Dès le commencement, le texte est tourné vers le Christ. Les récits de miracles et les vies de saints qui ponctuent l'écrit montrent et symbolisent la présence du Christ (saint Martin, notamment, représente la création de l'Église voulue par le Christ). Grégoire de Tours s'inscrit de plus dans un grand mouvement hagiologique de l'époque, qui s’intègre dans le développement d'une culture populaire des miracles, des pèlerinages, des saints. Les Histoires développent donc un vaste programme où sont intimement liés les faits du siècle et l'Église chrétienne (conçue comme la communauté des saints). Hagiographe crédule, il n'hésite pas à colporter des légendes chrétiennes, en amalgamant des récits d'origines, de dates et de valeurs différentes, si bien que son Histoire des Francs est « objectivement fausse ».
La partie de son œuvre plus contemporaine suit également ce programme en mêlant les actions saintes et la dynastie mérovingienne en un grand ensemble (la permixa). Ainsi, les rois sont-ils présentés selon leurs relations avec l'Église et la morale chrétienne. Dans cette vision, chaque livre corrèle le triomphe des rois ou leur chute à la qualité de leur foi (par exemple, la naissance de Clovis aurait été annoncée par les anges et il triomphe grâce à saint Martin. La guerre civile sous Chilpéric et Gontran est causée par leur absence d'attention aux dogmes et aux évêques). Ainsi, la position de Grégoire est-elle déterminée par son désir d'unifier l'Église du Christ avec l'État terrestre. Et c'est dans cette optique que Grégoire a écrit le reste de ses œuvres, moins connu, mais tout aussi important pour lui : les Livres des miracles.
Enfin, quand on considère les origines familiales de l'auteur et l'influence de son héritage d'aristocrate gallo-romain, on peut considérer l'œuvre de Grégoire de Tours — de la même façon que son œuvre de restauration de la cathédrale Saint-Martin — comme une sorte d'évergétisme : le don d'un capital intellectuel pour sa postérité. Ainsi, jusqu'au XIXe siècle, l'historiographie moderne a puisé dans son Histoire des Francs.

## Œuvres

### LesDix Livres d'HistoireouHistoire des Francs

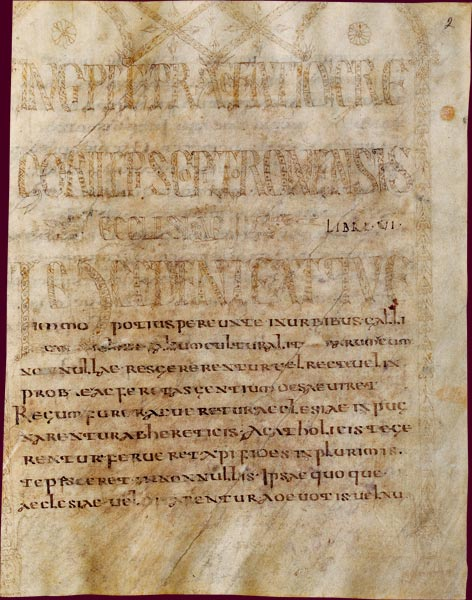
Grégoire de Tours, Histoire des Francs, livres 1 à 6, page de frontispice. Luxeuil ou Corbie, fin du VIIe siècle. BnF, Manuscrits, Latin 17655 fol. 2.

Le titre originel de l'ouvrage est Dix Livres d’histoire (Decem libri historiarum). Il s'agit d'une histoire universelle du monde et de l'Église, écrite dans une perspective eschatologique, de la Genèse aux règnes des rois francs jusqu'en avril 591, complétée par les Libri octo miraculorum, un ensemble de récits de vies de saints principalement gaulois, composés de 574 à la mort de Grégoire.
Le récit accorde une large place à la Gaule mérovingienne, que Grégoire connaît mieux que le reste du monde : cinq des dix livres et le Livre des miracles concernent l'époque de l'auteur. Ce dernier en donne une image plutôt sombre, mettant l'accent sur les conséquences désastreuses du comportement de certains rois, par opposition au comportement de leurs aïeux chrétiens, à commencer par Clovis. C'est à travers l'Histoire des Francs de Grégoire de Tours que nous est parvenue l'histoire du vase de Soissons.
Pour cette raison, l'œuvre a pu être ultérieurement rebaptisée Histoire des Francs (Historia Francorum) ou Geste des Francs (Gesta Francorum) ou plus simplement Chroniques (Chronicæ). Elle fait en tout cas de Grégoire de Tours le père d'une « histoire nationale » des Francs, le principal historien des Mérovingiens et la source majeure dont nous disposons sur leurs règnes.
Par la suite, l’Histoire des Francs a pu servir d'inspiration à d'autres chroniqueurs, notamment à Bède le Vénérable dans son Histoire ecclésiastique du peuple anglais (Historia ecclesiastica gentis Anglorum). C'est peut-être à cause du livre de Bède, un des plus populaires en Europe durant le Moyen Âge, que celui de Grégoire a reçu en retour l'appellation d'Histoire ecclésiastique des Francs (Historia ecclesiastica Francorum).
L’Histoire des Francs a été continuée durant les siècles suivants par des auteurs inconnus, auxquels ont été donnés les noms de Frédégaire et Pseudo-Frédégaire.
Le fait est que la version la plus populaire des Histoires date de 800 et fut considérablement remaniée par son éditeur/rédacteur. Ce qui touche aux églises, aux monastères et à la cléricature y est fortement tronqué et l'histoire des Francs s'y trouve mise en exergue. Ainsi, c'est plus aux remanieurs de Grégoire de Tours qu'à lui-même que l'on doit le titre de « père de l'histoire franque ».
- Le livre 1 constitue une histoire d'inspiration chrétienne qui commence à la création du monde selon la Bible, passe très vite sur l’histoire jusqu’à la naissance de Jésus, pour décrire surtout l'histoire des chrétiens, jusqu’à la mort de saint Martin. Il constitue, avec l'épilogue du Livre X, le cadre spirituel de l'œuvre.
- Le livre 2 reprend de la mort de saint Martin jusqu’à celle de Clovis. Ici, aux récits de vies de Saints et des chrétiens, s’entremêlent l’arrivée des Francs, les origines de la dynastie mérovingienne, la prise de pouvoir de Clovis : l’histoire devient alors déjà plus « politique ».
- Le livre 3 court de la mort de Clovis à celle de Thibert, roi d’Austrasie (511-547).
- Le livre 4, de la mort de Thibert à celle de Sigebert Ier, roi d’Austrasie (547-575). On rentre à partir de ce volume dans le récit de faits plus contemporains.

Les 5 derniers livres englobent les faits, à partir de 575 du début du règne de Childebert II, jusqu’aux affaires entre Gontran et son neveu. Ce sont donc des périodes beaucoup plus courtes qui sont ici décrites. Contemporaines de la vie de Grégoire, elles sont en conséquence beaucoup mieux détaillées. Parmi ces livres, les trois derniers sont scandés par la rivalité des rois, Chilpéric (le « mauvais roi ») est mis en comparaison avec Gontran (le « bon Roi »). Les portraits de nombreux personnages de l’époque sont noircis — tel celui de Frédégonde — ou hagiographiques — tels saint Martin ou saint Laurent.
- Le livre 10 se termine par une liste des évêques de Tours depuis 250 jusqu’à Grégoire. Enfin, un message de Grégoire à la future génération de lecteurs clôt l'ouvrage.

Dans la structure de l'œuvre, à partir du Livre 2, alternent chapitres saints (vies de saints, miracles) et chapitres profanes.
La Chronique de Frédégaire fait notamment un résumé des livres I à IV des Dix livres d'histoire de Grégoire de Tours.

### Éditions de l'Histoire des Francs
L'œuvre majeure de Grégoire de Tours a survécu à travers plusieurs manuscrits du Moyen Âge, dans des versions plus ou moins altérées par rapport à l'original. La première impression est réalisée à Paris en 1561.
Éditions anciennes
- Grégoire de Tours, Histoire ecclésiastique des Francs, précédée de sa vie écrite au Xe siècle par Odon, abbé de Cluny, traduction de Henri-Léonard Bordier, F. Didot, Paris, 1859, disponible en ligne (format PDF) sur le site de la BNF : Tome 1 et Tome 2.

Éditions récentes
- Grégoire de Tours, Histoire des Francs, édition et traduction de Robert Latouche, Paris, Les Belles Lettres, coll. « Classiques de l'Histoire de France au Moyen Âge », Paris, 1963 (tome 1 : livres I-V) et 1965 (tome 2 : livres VI-X).

### Autres œuvres

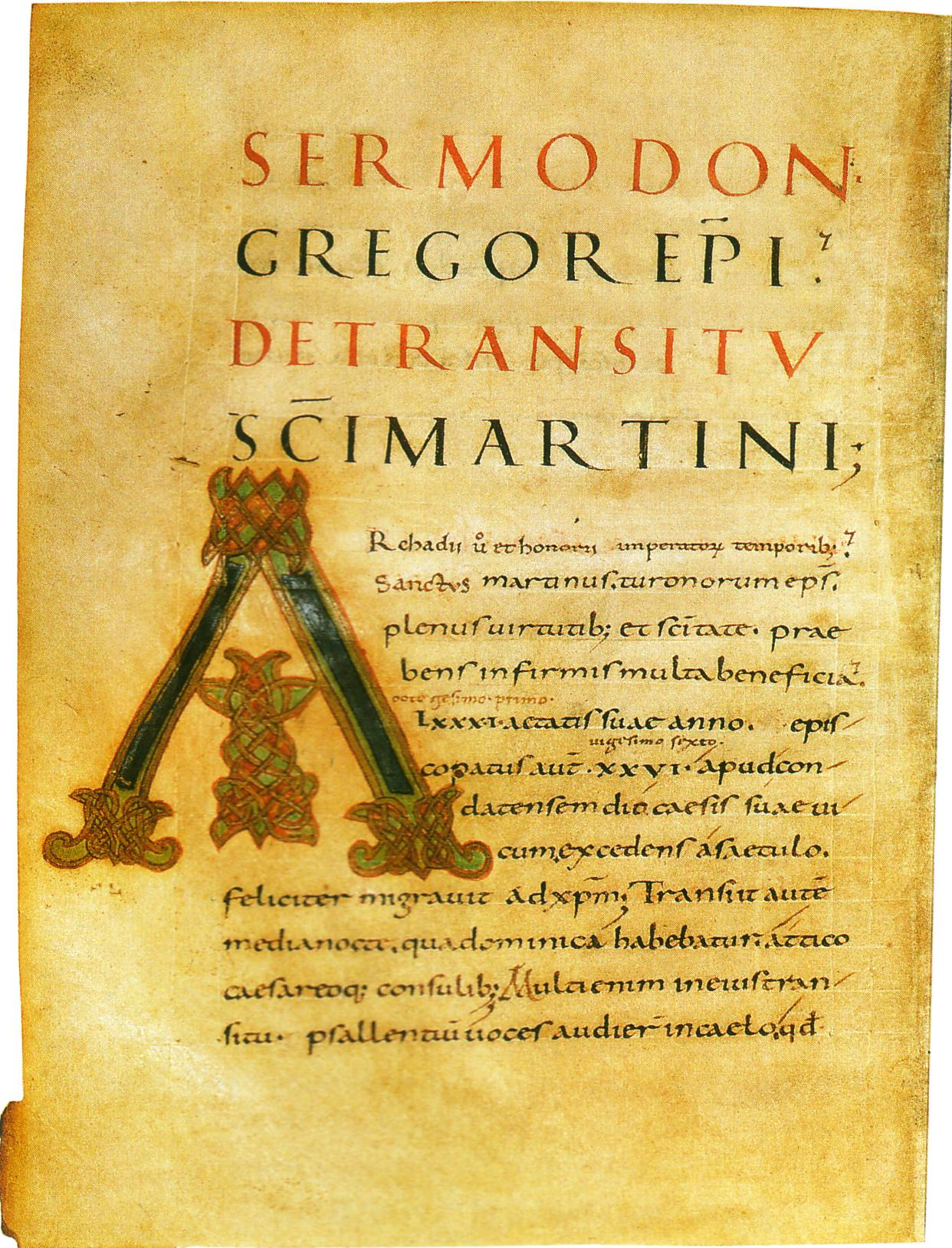
Vita sancti Martini par Grégoire de Tours. Paris, Bibliothèque Nationale de France.

Voici la liste des autres œuvres attribuées à Grégoire de Tours, à la suite de la liste proposée par François Guizot (1787-1874), auteur d'une traduction de l'Histoire des Francs et d'une Notice sur Grégoire de Tours :
- traité À la Gloire des Martyrs (De gloria martyrum) vers 590, recueil de récits en cent sept chapitres, consacré aux miracles des martyrs
- Sept livres des miracles (Septem libri miraculorum), recueil de récits de miracles auxquels l'auteur a personnellement assisté ou dont les faits lui ont été rapportés. Il est composé des Miracles de l'apôtre saint André, d'un livre sur les Miracles de saint Julien de Brioude, martyr à Brioude en Auvergne, en cinquante chapitres et de quatre livres des Miracles de saint Martin de Tours[14].
- traité À la Gloire des Confesseurs (In Gloria confessorum ), en cent douze chapitres, vers 590 où il est fait référence à sainte Georgette.
- notices sur les Vies des Pères (Vita Patrum), contenant l’histoire de vingt-trois saints ou saintes de l’Église des Gaules, en vingt chapitres.
- traité sur la Course des étoiles (De cursu stellarum) qui n'a aucun caractère scientifique mais plutôt des prétentions liturgiques où Grégoire tente d'enseigner comment déterminer l'heure des prières et litanies en fonction des astres.

Les ouvrages suivants sont perdus :
- Commentaire du Psautier (In psalterii tractatu librum unum) dont seuls quelques fragments sont conservés[15].
- traité sur les Offices de l’Église.
- préface au traité des Messes de Sidoine Apollinaire.
- traduction latine de la Passion des Sept Dormants d'Éphèse.

Éditions récentes
- Grégoire de Tours, La Vie des Pères, texte revu et traduit par Luce Pietri, éditeur Les Belles Lettres  (ISBN 9782251343068), 360 p., index bibliographique.
- Grégoire de Tours, Le Livre des martyrs, texte original traduit du latin par Henri Bordier et révisé par Pierre Sicard. Éditions Paleo, coll. l'encyclopédie médiévale  (ISBN 2-84909-030-1).
- Grégoire de Tours, La Vie des Pères et la Gloire des Confesseurs, texte original traduit du latin par Henri Bordier et révisé par Pierre Sicard. Éditions Paleo, coll. l'encyclopédie médiévale  (ISBN 2-84909-031-X).
- Grégoire de Tours, Le Livre des miracles de saint Martin, texte original traduit du latin par Henri Bordier et révisé par Pierre Sicard. Éditions Paleo, coll. l'encyclopédie médiévale  (ISBN 2-84909-029-8).

## Représentations dans les arts

### Télévision
- 1991 : L'Enfant des loups, téléfilm franco-espagnol de Philippe Monnier, avec Bernard Freyd dans le rôle de Grégoire de Tours.

#### Sur l'époque mérovingienne
- Bruno Dumézil, La reine Brunehaut, Paris, Fayard, 2008, 559 p. (ISBN 978-2-213-63170-7, présentation en ligne), [présentation en ligne].
- Patrick J. Geary (trad. Jeannie Carlier et Isabelle Detienne), Le Monde mérovingien : naissance de la France [« Before France and Germany : The Creation and Transformation of the Merovingian World »], Paris, Flammarion, coll. « Histoires Flammarion », 1989, 293 p. (ISBN 2-08-211193-8, présentation en ligne). Réédition : Patrick J. Geary (trad. de l'anglais par Jeannie Carlier et Isabelle Detienne), Le Monde mérovingien : naissance de la France [« Before France and Germany: The Creation and Transformation of the Merovingian World »], Paris, Flammarion, coll. « Champs. Histoire », 1989, 292 p. (ISBN 978-2-08-124547-1).
- Luce Pietri, La Ville de Tours du IVe siècle au VIe siècle, coll. École française de Rome, 1983.
- Karl Ferdinand Werner (sous la direction de Jean Favier), Histoire de France, t. 1 : Les origines : avant l'an mil, Paris, Librairie générale française, coll. « Références » (no 2936), 1992 (1re éd. 1984, Fayard), 635 p. (ISBN 2-253-06203-0).

#### Sur Grégoire de Tours
- Abbé Odoat, La Vie de Grégoire de Tours, disponible en ligne sur le site : remacle.org.
- « St. Gregory of Tours », dans Catholic encyclopedia, disponible en ligne sur le site newadvent.org.
- Charles Lelong, Grégoire de Tours. Sa vie et son œuvre, CLD, Chambray (37), 1995  (ISBN 2-85443-285-1).

#### Sur l'œuvre de Grégoire de Tours
- Claude Carozzi, « Le Clovis de Grégoire de Tours », Le Moyen Âge, t. XCVIII (5e série, tome 6), no 2,‎ 1992, p. 169-186 (lire en ligne).
- (en) Albrecht Diem, « Gregory's Chess Board: Monastic Conflict and Competition in Early Medieval Gaul », dans Philippe Depreux, François Bougard et Régine Le Jan (dir.), Compétition et sacré au haut Moyen Âge : entre médiation et exclusion, Turnhout, Brepols, 2015, p. 165-191.
- (en) Walter Goffart, The Narrators of Barbarian History, A.D. 550-800 : Jordanes, Gregory of Tours, Bede and Paul the Deacon, Princeton (New Jersey), Princeton University Press, 1988, XV-491 p. (ISBN 0-691-05514-9, présentation en ligne), [présentation en ligne].
- Martin Heinzelmann, « Grégoire de Tours, “père de l’histoire française” ? », dans Histoire de France, historiens de la France. Actes du colloque international, Reims, 14 et 15 mai 1993, publiés par Yves-Marie Bercé et Philippe Contamine, Paris : Société de l'Histoire de France : diffusion Librairie H. Champion, 1994, p. 19-45.
- (en) Yitzhak Hen, « Clovis, Gregory of Tours, and Pro-Merovingian Propaganda », Revue belge de philologie et d'histoire, t. 71, fascicule 2 « Histoire médiévale, moderne et contemporaine — Middeleeuwse, moderne en hedendaagse geschiedenis »,‎ 1993, p. 271-276 (lire en ligne).
- Jean Verdon, Grégoire de Tours « Le père de l’Histoire de France », Saint-Étienne, Horvath, 1989.
- Grégoire de Tours (538-594), Père de l’histoire de France (catalogue publié, par le conseil général de la Seine-Maritime à l’occasion de la célébration nationale du 1 400e anniversaire de la mort de Grégoire de Tours), Rouen, 1994.
- (en) Martin Heinzelmann, Gregory of Tours: History and Society in the 6th Century, Cambridge, Cambridge University Press, 2001.
- (en) P. Fouracre, « Merovingian History and Merovingien Hagiography », Past and Present, no 127, 1990.
- Nira Pancer, Sans peur et sans vergogne : De l'honneur et des femmes aux premiers temps mérovingiens, Paris, Albin Michel, coll. « Histoire », 2001, 320 p. (ISBN 978-222612-133-2).
- (it) Antonio Serra, « L'ingenium artis di Gregorio di Tours. Preliminari d'indagine », Invigilata Lucernis 32, 2010, p. 157-175.
- (en) Ian N. Wood, « Gregory of Tours and Clovis », Revue belge de philologie et d'histoire, t. LXIII, fascicule 2 « Histoire médiévale, moderne et contemporaine — Middeleeuwse, moderne en hedendaagse geschiedenis »,‎ 1985, p. 249-272 (lire en ligne).
- (en) Ian N. Wood, « The secret histories of Gregory of Tours », Revue belge de philologie et d'histoire, t. 71, fascicule 2 « Histoire médiévale, moderne et contemporaine — Middeleeuwse, moderne en hedendaagse geschiedenis »,‎ 1993, p. 253-270 (lire en ligne).
- (en) Alexander C. Murray (dir.), A Companion to Gregory of Tours, Brill, coll. « Brill's Companions to the Christian Tradition » (n° 63), 2015.
- Louis Duchesne, Le Liber pontificalis en Gaule au VIe siècle, dans Mélanges de l'école française de Rome, 1882, tome 2, p. 277-289 (lire en ligne)

#### Bases de données et dictionnaires
- Ressources relatives à la recherche :   - ALCUIN
  - Isidore
- Ressource relative à la littérature :   - Archives de littérature du Moyen Âge
- Ressource relative à l'astronomie :   - Biographical Encyclopedia of Astronomers
- Ressource relative à la santé :   - Bibliothèque interuniversitaire de santé
- Ressource relative à la religion :   - Dictionnaire de spiritualité
- Ressource relative à la musique :   - Grove Music Online
- Ressource relative aux beaux-arts :   - Grove Art Online
- Notices dans des dictionnaires ou encyclopédies généralistes :   - Britannica
  - Brockhaus
  - Den Store Danske Encyklopædi
  - Deutsche Biographie
  - Dictionnaire historique de la Suisse
  - Dizionario di Storia
  - Enciclopedia italiana
  - Gran Enciclopèdia Catalana
  - Internetowa encyklopedia PWN
  - Nationalencyklopedin
  - Store norske leksikon
  - Treccani
  - Universalis
- Notices d'autorité :   - VIAF
  - ISNI
  - BnF (données)
  - IdRef
  - LCCN
  - GND
  - Italie
  - Japon
  - CiNii
  - Belgique
  - Pays-Bas
  - Pologne
  - Israël
  - NUKAT
  - Catalogne
  - Suède
  - Vatican
  - Canada
  - WorldCat